# Blacus diversicornis
Blacus diversicornis är en stekelart som först beskrevs av Christian Gottfried Daniel Nees von Esenbeck 1834.  Blacus diversicornis ingår i släktet Blacus och familjen bracksteklar. Arten är reproducerande i Sverige. Inga underarter finns listade.